# Ken Yoshida
Ken Yoshida (吉田 謙 Yoshida Ken?), född 1 mars 1970 i Tokyo prefektur, är en japansk före detta fotbollsspelare och tränare.
Yoshida började sin karriär 1988 i Yomiuri. Efter Yomiuri spelade han för NKK, Ventforet Kofu och Jatco. Han avslutade karriären 1998.
Yoshida har efter den aktiva karriären verkat som tränare och har tränat Azul Claro Numazu.